# Santa Maria della Strada
Santa Maria della Strada, även benämnd Santa Maria Alteriorum, Santa Maria de Astallis och Santa Maria de Astariis, var en kyrkobyggnad i Rom, helgad åt Jungfru Maria. Kyrkan var belägen där nu kyrkan Il Gesù står i Rione Pigna.
Tillnamnet ”Astariis” utgör en etymologisk förvrängning av Astallis.

## Kyrkans historia
Kyrkan uppfördes på 1100-talet av adelsfamiljen Astalli. Vid högaltaret fanns en inskription som hugfäste minnet av detta: 
Astalli generosa domus cultuque sacrorum

Atque opibus pollens opus hoc fecere decorum.
År 1541 förlänade påve Paulus III den lilla kyrkan åt Ignatius av Loyola och Jesu sällskap. I kyrkan vördades den undergörande ikonen Madonna della Strada, vilken år 1549 flyttades till basilikan San Marco på initiativ av Paulus III. Inom kort visade sig kyrkan Santa Maria della Strada vara för liten och Ignatius fick år 1550 tillåtelse att uppföra en större kyrka. Byggandet av den nya kyrkan, Il Gesù, dröjde dock till 1568; då revs Santa Maria della Strada.
Il Gesù konsekrerades den 25 november 1584. Ikonen Madonna della Strada vördas i kapellet med samma namn, till vänster om högaltaret.

## Omnämningar i kyrkoförteckningar
| Katalog                      | År         | Benämning                       |
| ---------------------------- | ---------- | ------------------------------- |
| Catalogo di Cencio Camerario | 1192       | sce. Marie Astariorum           |
| Il catalogo Parigino         | cirka 1230 | s. Maria de Astariis            |
| Il catalogo di Torino        | cirka 1320 | Ecclesia sancte Marie de Astara |
| Il catalogo del Signorili    | cirka 1425 | sce. Marie de Scinda            |

## Bilder
| - Cappella della Madonna della Strada i Il Gesù. |